# Ordre de la liberté de la Barbade
L'ordre de la liberté de la Barbade est une distinction honorifique barbadienne établie en 2019 par le Parlement de la Barbade. Depuis 2021, il fait partie de l'ordre de la Barbade, dont il est la composante suprême. Il est supérieur à l'ordre de la République, mais inférieur à l'ordre (distinct) des Héros nationaux de la Barbade.

## Histoire
L'ordre est créé par la Loi de 2019 sur l'ordre de la liberté de la Barbade par le Parlement de la Barbade. Au sein du système de distinctions honorifiques barbadien, il est à l'origine plus élevé que l'ordre de la Barbade créé par lettres patentes en 1980 par la reine Élisabeth II. Lorsque le pays devient une république, le 30 novembre 2021, l'ordre de la liberté de la Barbade est intégré au nouvel ordre de la Barbade créé pour remplacer celui existant sous la monarchie. Il en est la composante la plus élevée, devant l'ordre de la République. Les nominations sont faites chaque année le jour de l'indépendance (le 30 novembre).

## Organisation
L'ordre comprend une classe, qui n'est pas nommée dans la loi. Il n'y a pas de limite quant au nombre de nominations qui peuvent être faites chaque année, sauf en ce qui concerne les membres honoraires dont la limite est fixée à deux par an.
Les récipiendaires ont le droit d'utiliser les lettres post-nominales « FB », qui signifient « Freedom of Barbados », et le titre de Très honorable. L'insigne de l'ordre est fixé par le Premier ministre de la Barbade.

## Dignitaires de l'ordre
Bien que la Barbade soit toujours un royaume du Commonwealth lors de la création de l'ordre, la loi de 2019 ne prévoit pas que la reine Élisabeth II soit la souveraine de l'ordre, contrairement à l'ordre de la Barbade ; en revanche, le gouverneur général en est le chancelier. Après la proclamation de la république, cette dignité est transmise au président de la Barbade.
La loi instaure également la fonction de secrétaire de l'ordre, dont le titulaire — nommé par le chancelier — doit normalement tenir les registres de l'ordre et organiser les investitures. Toutefois, il n'y a eu aucune nomination pour ce poste.
Les dignitaires actuels de l'ordre de la liberté de la Barbade sont les suivants :
- Chancelier : Dame Sandra Mason, en tant que présidente de la Barbade (depuis 2021) ;
- Secrétaire : poste vacant (depuis 2019).

## Récipiendaires notables

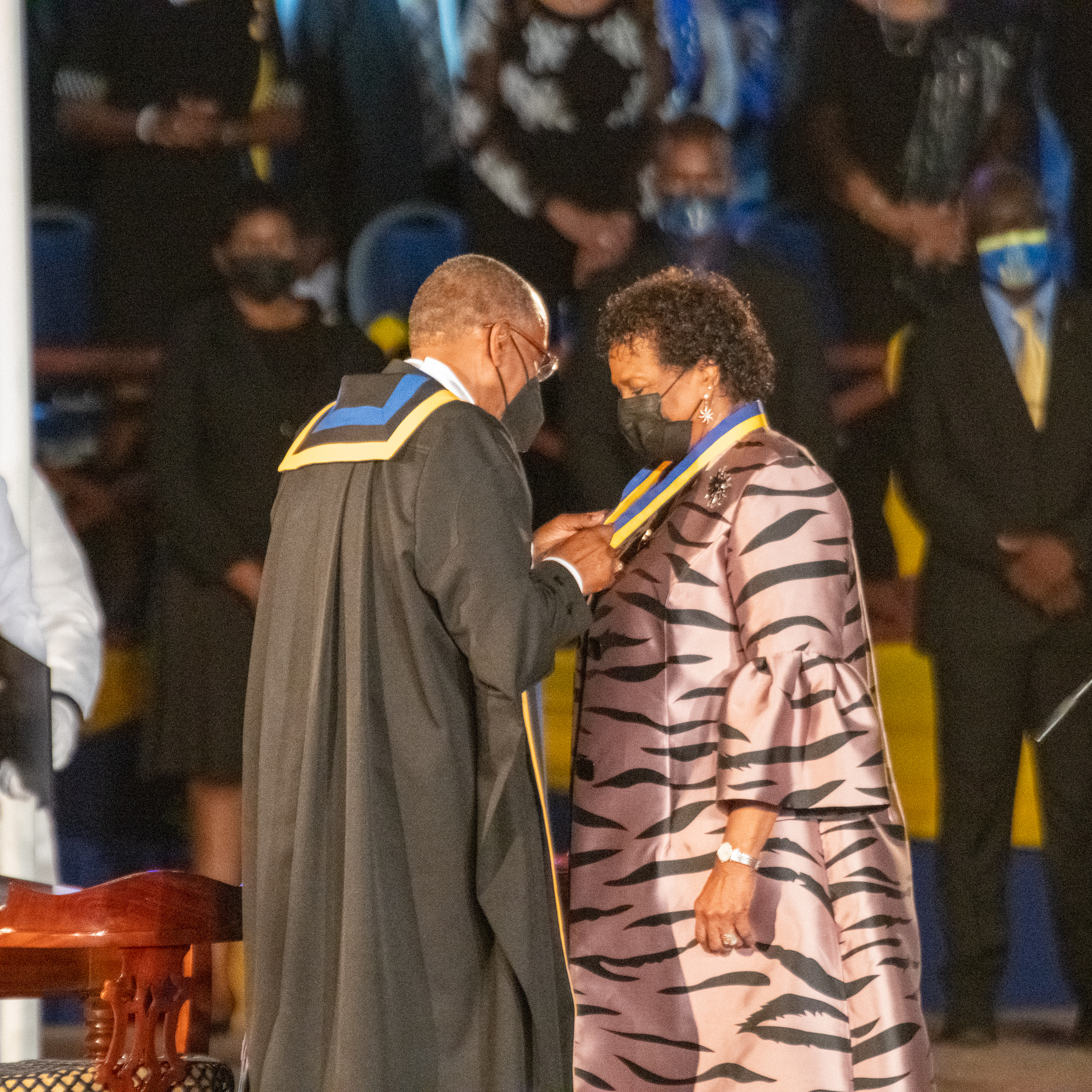
Dame Sandra Mason reçoit l'insigne de l'ordre de la liberté de la Barbade (2021).

Cette liste ne mentionne que les récipiendaires faisant l'objet d'un article sur Wikipédia en français :
- Dame Sandra Mason, première présidente de la Barbade à la suite de la transition vers la république[3] ;
- Charles III (alors prince de Galles), ex-héritier du trône barbadien[3] ;
- Uhuru Kenyatta, président de la république du Kenya[4] ;
- Kerryann Ifill, présidente du Sénat de la Barbade de 2012 à 2018[5] ;
- Paul Kagame, président de la république du Rwanda[5] ;
- Irfaan Ali, président de la république coopérative du Guyana[5] ;
- Narendra Modi, Premier ministre de l'Inde[6].